# Lucius Manlius Vulso (Prätor 197 v. Chr.)
Lucius Manlius Vulso entstammte der altrömischen Patrizierfamilie der Manlier und war am Beginn des 2. Jahrhunderts v. Chr. ein Politiker der Römischen Republik.

## Leben
Lucius Manlius Vulso war der Bruder des Konsuls von 189 v. Chr., Gnaeus Manlius Vulso. Dieser amtierte 197 v. Chr. als kurulischer Ädil, während Lucius Manlius Vulso im gleichen Jahr bereits die Stellung eines Prätors bekleidete, wobei ihm Sizilien als Provinz zufiel. Der römische Redner und Politiker Marcus Tullius Cicero erwähnt einen Prätor Titus Manlius, der Kolonisten aus einigen sizilischen Städten nach der auf der gleichen Insel gelegenen Stadt Agrigentum führte. Obwohl dieser Prätor also bei Cicero mit dem Vornamen Titus erscheint, dürfte er mit dem hier behandelten Lucius Manlius Vulso identisch sein.
In späteren Jahren wurde Lucius Manlius Vulso von seinem Bruder Gnaeus auf der Karriereleiter überholt. Letzterer erreichte 189 v. Chr. das Konsulat und führte einen Raubzug in Kleinasien, den Lucius Manlius Vulso in der Stellung eines Legaten mitmachte. Als der Konsul dabei in das Gebiet der Galater einfiel und eine feste Stellung der Tolistoagier auf dem steilen Berg Olympos zu erstürmen beabsichtigte, kommandierte Lucius Manlius Vulso eine der drei römischen Divisionen. Die Schlacht um den Olympos wurde von den Römern gewonnen, wie sich ihr gesamter Feldzug erfolgreich gestaltete.
Als sich Gnaeus Manlius Vulso im nächsten Jahr 188 v. Chr. in der Stellung eines Prokonsuls in Perge aufhielt, erteilte er seinem Bruder Lucius den Auftrag, jenen Teil der Kontributionen einzutreiben, den die Stadt Oroanda noch nicht bezahlt hatte. Dafür wurden Lucius 4000 Soldaten zur Verfügung gestellt. Gnaeus Manlius Vulso schickte sodann seinen Bruder Lucius nach dessen Rückkehr von Oroanda gemeinsam mit dem Konsular Quintus Minucius Thermus, Mitglied einer Zehnerkommission des römischen Senats, zum König Antiochos III., weil dieser den Eid auf den Friedensvertrag zwischen Rom und dem Seleukidenreich vor ihnen ablegen sollte, einen Schwur, den der Prokonsul bereits zuvor geleistet hatte.